# 斋藤学
斋藤学（1990年4月4日—），日本足球運動員，司職進攻中場，現效力澳洲職業足球聯賽球隊紐卡素噴射機。

## 俱乐部生涯
斋藤学早期在横滨水手所属的学校（川崎市立日吉小学、川崎市立塚越中学和川崎市立川崎高中）接受足球训练。
2008年，他以2种登录选手的身份进入横滨水手一队，并在同年8月24日横滨水手1比0击败札幌冈萨多的比赛上演职业生涯首秀。
2009年1月，斋藤学正式以职业选手身份与横滨水手签约，11月份，斋藤学左膝盖的半月板受伤开始休养。 
2010年6月5日，斋藤学在日本联赛盃横滨水手1-1打平神户胜利船的比赛中，打入自己职业生涯的首球。
2011年1月，斋藤学以租借方式加盟到日乙联赛的爱媛FC。2012年1月结束租借重返横滨水手。
2014年4月22日，在亚冠联赛小组赛最后一轮横滨水手客场1-2负于广州恒大的比赛中，斋藤学在第85分钟打入1球。
2017年2月9日，斋藤学与横滨水手续约。9月16日，在日职联赛第26轮横滨水手在主场1-1战平柏雷素爾的比赛中，斋藤学完成职业生涯第200场日职联赛。并在第9分钟以远射方式打入1球。9月20日，日职联赛第26轮的最佳阵容公布，斋藤学入选。9月23日，斋藤学在横滨水手客场2-3输给甲府风林的日职联赛中受伤，并在下半场被换下场。赛后横滨水手确认，斋藤学的右膝前十字韧带受伤了，提前告别全赛季。
据多家媒体称，川崎前锋已经签订横滨水手队长及前场核心，日本国脚斋藤学，这笔转会很快就将宣布。
通过官网，川崎前锋宣布27岁的日本代表斋藤学从横滨水手免费加盟。
2021年1月，斋藤学从川崎前锋转会名古屋鲸鱼，新赛季他会代表名古屋在联赛中效力。
日本联赛杯凭借斋藤学在补时阶段的破门，名古屋鲸鱼1-0战胜了京都不死鸟，总比分7-1淘汰对手晋级8强。斋藤学打进了赛季首个进球。
2022年7月2日，水原三星官方消息，效力于名古屋鲸鱼的前锋斋藤学加盟球队。
澳洲A联赛球队纽卡斯尔喷气机免签前国脚斋藤学，这是他效力的第6家球队。

## 国家队生涯
2012年7月，斋藤学代表日本国奥队参加2012年伦敦奥运会。2013年7月，他入选日本国家足球队参加2013年東亞盃的23人名单。7月21日，他在日本3比3战平中国的比赛中替补出场，上演国家队生涯首秀。 7月25日，他在第二次代表国家队出场即取得进球，帮助日本3比2击败澳洲，最终历史上首次捧得東亞盃冠军。

## 外部連結
- 斋藤学 – FIFA國際賽競賽紀錄 (存檔)
- 日本職業足球聯賽中的斋藤学 （日語）
- Profile at Yokohama F. Marinos （日語）
- Soccerway資料庫：斋藤学